# スカート (スネオヘアーのアルバム)
『スカート』は、スネオヘアーの5枚目のアルバム。2007年2月21日にリリースした。

## 概要
前作のアルバム『カナシミ』から2年2ヶ月ぶりに販売された。通常盤、初回限定盤でリリースされた。初回限定盤に収録されているDISC 2は日比谷野外大音楽堂で2006年7月15日にライブ『SUNEOHAIR LIVE TOUR 2006 〜カナシミ〜 FINAL』をアンコールで演奏されたシングルメドレーを収録されている。

## タイアップ
「スプリット」
CX系テレビアニメ『ハチミツとクローバーII』エンディング・テーマ。
「やさしいうた」
J-WAVE『TOMORROW』内コーナー内「二十歳のころ」テーマ・ソング。

## 収録曲

### DISC 1 / CD
| 全作詞・作曲: 渡辺健二。 |                     |          |            |      |
| #                        | タイトル            | 作詞     | 作曲・編曲 | 時間 |
| 1.                       | 「スカート」        | 渡辺健二 | 渡辺健二   | 5:16 |
| 2.                       | 「スプリット」      | 渡辺健二 | 渡辺健二   | 3:54 |
| 3.                       | 「kagefumi」        | 渡辺健二 | 渡辺健二   | 3:40 |
| 4.                       | 「Solution」        | 渡辺健二 | 渡辺健二   | 4:09 |
| 5.                       | 「微熱」            | 渡辺健二 | 渡辺健二   | 2:57 |
| 6.                       | 「ターミナル」      | 渡辺健二 | 渡辺健二   | 5:09 |
| 7.                       | 「やさしいうた」    | 渡辺健二 | 渡辺健二   | 5:58 |
| 8.                       | 「headphone music」 | 渡辺健二 | 渡辺健二   | 5:16 |
| 9.                       | 「I don't know」    | 渡辺健二 | 渡辺健二   | 4:55 |
| 10.                      | 「蒼い虹」          | 渡辺健二 | 渡辺健二   | 3:20 |
| 11.                      | 「SEASON」          | 渡辺健二 | 渡辺健二   | 5:15 |
| 12.                      | 「太陽」            | 渡辺健二 | 渡辺健二   | 5:31 |
| 合計時間:                | 合計時間:           | 55:20    |            |      |

### DISC 2 / DVD
| #  | タイトル             | 作詞 | 作曲・編曲 |
| -- | -------------------- | ---- | ---------- |
| 1. | 「アイボリー」       |      |            |
| 2. | 「訳も知らないで」   |      |            |
| 3. | 「Over the River」   |      |            |
| 4. | 「ウグイス」         |      |            |
| 5. | 「セイコウトウテイ」 |      |            |
| 6. | 「ヒコウ」           |      |            |
| 7. | 「ストライク」       |      |            |
| 8. | 「テノヒラ」         |      |            |
| 9. | 「ワルツ」           |      |            |